# Réversibilité (chemin de fer)
Pour les articles homonymes, voir Réversibilité.

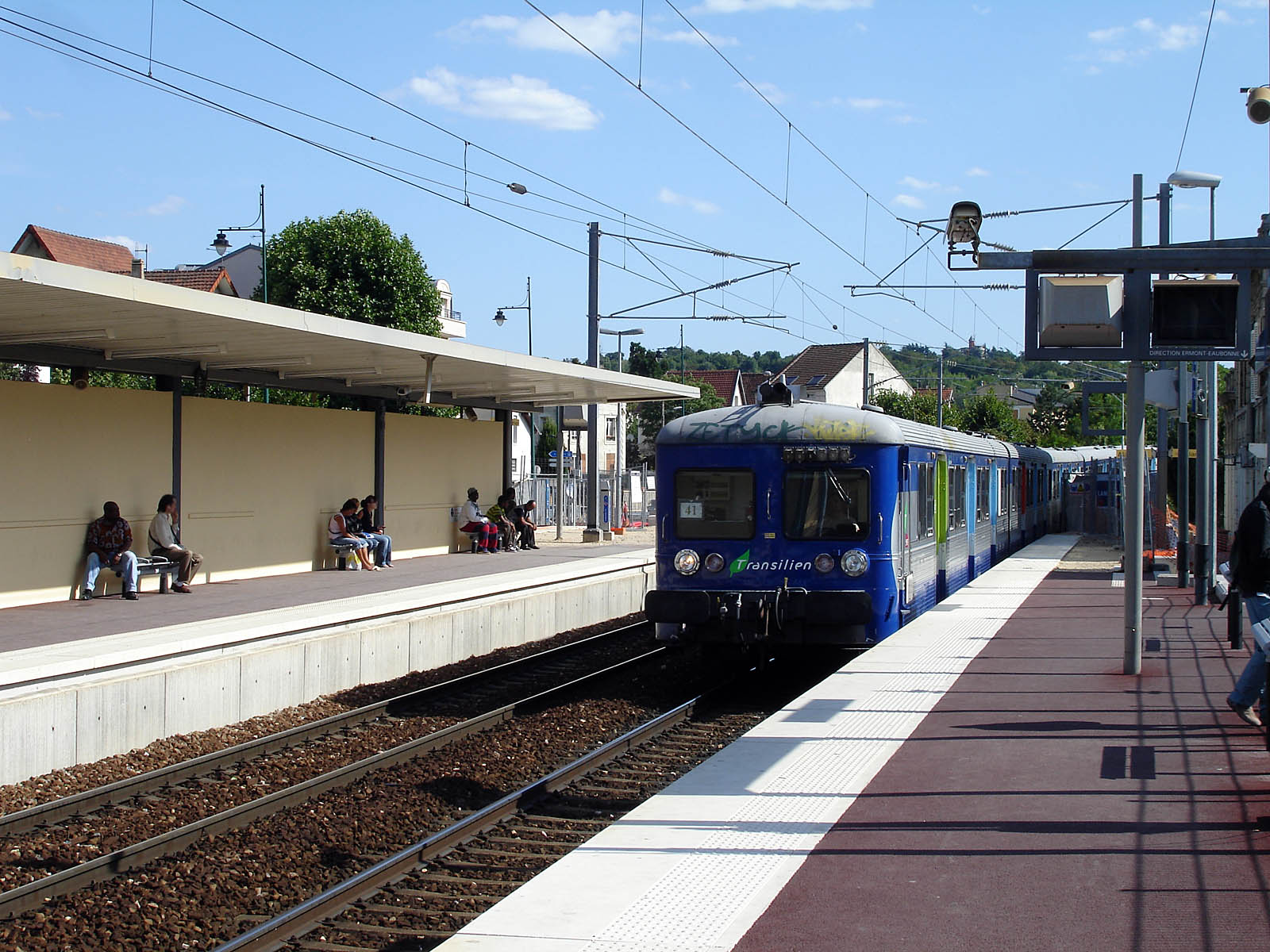
Une rame réversible (ici une rame inox de banlieue rénovée) de la SNCF (France)

La réversibilité dans les chemins de fer concerne du matériel roulant pouvant circuler dans les deux sens sans retournement, ni déplacement de la locomotive. Les rames automotrices actuelles étant pour la plupart réversibles, ce terme s'applique aux rames remorquées.

## Définition
En France, suivant l'Établissement public de sécurité ferroviaire (EPSF), un « train réversible » est un train « comportant une cabine de conduite à chacune de ses extrémités ». Dans d'autres langues, il arrive que l'on parle de train poussé-tiré, par exemple en anglais (push-pull train) ou en néerlandais (trek-duwtrein).

## Historique
En France, ce dispositif est étudié et mis en pratique par la Compagnie des chemins de fer du Nord avec la commande des voitures de banlieue métallisée Nord avec des « remorques d'extrémité étant équipées pour la conduite en réversibilité » depuis une locomotive à vapeur. Les rames de banlieue Voiture OCEM Talbot du réseau ouest sont aussi mises en service à la même époque. La locomotive de pousse est équipée d'un interphone pour recevoir les informations de conduite du conducteur placé dans la voiture pilote. Elles sont produites à partir de 1929 et la compagnie adapte les quais de ses gares pour optimiser le fonctionnement de ses trains de la banlieue parisienne.
Au Royaume-Uni, il est mis au point dès les années 1900 et se répand jusque dans les années 1930. Sur les lignes régionales, de petites locomotives-tender équipées selon les réseaux d'une commande hydraulique ou pneumatique opéreront avec des rames courtes, parfois une seule voiture, jusqu'à leur remplacement par des autorails dans les années 1950.

## Composition
Les rames réversibles disposent de 2 voitures d'extrémité dont une voiture-pilote située à l'opposé de la locomotive. Elles constituent avec leur locomotive un train réversible pouvant rebrousser chemin sans effectuer de manœuvre de locomotive.
Pour s'adapter au trafic, les rames réversibles peuvent être composées de plusieurs rames élémentaires. Par exemple, le Transilien utilisait à l'heure de pointe des trains composés de 2 rames RIB de 4 voitures (soit 8 voitures) en alternance avec des rames de 3 éléments automoteurs triples (soit 9 voitures).